# Jean-Pierre Léaud
Jean-Pierre Léaud (Parigi, 28 maggio 1944) è un attore francese.
Raggiunta la celebrità già come attore bambino per la sua interpretazione nel film I 400 colpi (1959) di François Truffaut, nella sua lunga carriera si è affermato come uno dei volti più noti del cinema francese.

## Biografia
Figlio dell'attrice Jacqueline Pierreux e dello sceneggiatore e assistente alla regia Pierre Léaud, iniziò a recitare come attore bambino a tredici anni nel 1958 con un piccolo ruolo nel film Agli ordini del re di Georges Lampin, e successivamente nel primo lungometraggio di François Truffaut, I 400 colpi (1959), interpretando il ruolo di un adolescente, Antoine Doinel, che si scontra con l'incomprensione degli adulti. La sua matura interpretazione lo proiettò a livello internazionale tra i più celebrati attori bambini del tempo. L'ammirazione fu tale che registi famosi come Jean Cocteau (in Il testamento di Orfeo) e Julien Duvivier (in Boulevard) gli offrirono immediatamente altre parti di rilievo.
Attore caratterizzato da una particolare dizione e da non pochi manierismi, primo tra tutti il suo modo di passarsi la mano tra i capelli, negli anni sessanta divenne uno dei volti più noti, se non il più noto, tra gli attori della cosiddetta Nouvelle Vague francese, utilizzato, in particolare da Truffaut e Jean-Luc Godard (una delle sue interpretazioni più famose sotto la direzione di quest'ultimo è quella di Louis Antoine de Saint-Just in Week End - Una donna e un uomo da sabato a domenica del 1967), come "attore feticcio". Truffaut, che in Léaud riconobbe un vero e proprio alter ego, darà seguito alla saga di Antoine Doinel, dedicandogli altri quattro lavori: Antoine e Colette, episodio de L'amore a vent'anni (1962), e, con Claude Jade nel ruolo di Christine Darbon-Doinel, amante e poi moglie di Antoine, Baci rubati (1968), Non drammatizziamo... è solo questione di corna (1970) e L'amore fugge (1979).
Durante la sua pluridecennale carriera Léaud ha recitato, spesso da protagonista, in molti film di altri registi di elevata caratura tra i quali Jerzy Skolimowski in Il vergine (1967), Pier Paolo Pasolini in Porcile (1969), Agnès Varda in Jane B. par Agnès V. (1988), Aki Kaurismäki in Ho affittato un killer (1990), Vita da bohème (1992) e Miracolo a Le Havre (2011), Olivier Assayas in Contro il destino (1991) e Irma Vep (1996), Bertrand Blier in Mon homme (1996).
Ha interpretato uno dei ruoli principali in Ultimo tango a Parigi (1972) di Bernardo Bertolucci, ma lui e Marlon Brando non si sono mai incontrati di persona: il film non prevedeva infatti scene di compresenza dei due attori, dunque per ottimizzare i tempi le scene di Léaud vennero girate di sabato, giorno in cui Brando rifiutava di lavorare. In The Dreamers - I sognatori (2003), Bertolucci monta le immagini in bianco e nero di un documentario del 1968, che riprende un giovane e veemente Léaud mentre legge la protesta degli intellettuali contro il Governo, reo di avere sollevato dall'incarico il direttore della Cinémathèque française Henri Langlois, con le immagini a colori di un Léaud maturo, ma ancora deciso a urlare al mondo che "la libertà non è un privilegio che si concede, ma che si prende".

## Filmografia
- Agli ordini del re (La Tour, prends garde!), regia di Georges Lampin (1958)
- I 400 colpi (Les Quatre Cents Coups), regia di François Truffaut (1959)
- Il testamento di Orfeo (Le Testament d'Orphée ou ne me demandez pas pourquoi), regia di Jean Cocteau (1960)
- Boulevard, regia di Julien Duvivier (1960)
- Antoine e Colette (Antoine et Colette), episodio di L'amore a vent'anni (L'amour à vingt ans), regia di François Truffaut (1962)
- L'amour à la mer, regia di Guy Gilles (1964)
- Mata-Hari, agente segreto H21 (Mata-Hari, agent H 21), regia di Jean-Louis Richard (1964)
- Agente Lemmy Caution: missione Alphaville (Alphaville, une étrange aventure de Lemmy Caution), regia di Jean-Luc Godard (1965) - cameo, non accreditato
- Il bandito delle 11 (Pierrot le fou), regia di Jean-Luc Godard (1965) - cameo, non accreditato
- Il maschio e la femmina (Masculin féminin: 15 faits précis), regia di Jean-Luc Godard (1966)
- Le Père Noël a les yeux bleus, regia di Jean Eustache (1966)
- Una storia americana (Made in U.S.A.), regia di Jean-Luc Godard (1966)
- L'amore nel 2000 (Anticipation, ou l'Amour en l'an 2000), episodio di L'amore attraverso i secoli (Le Plus Vieux Métier du monde), regia di Jean-Luc Godard (1967)
- Il vergine (Le Départ), regia di Jerzy Skolimowski (1967)
- La cinese (La Chinoise), regia di Jean-Luc Godard (1967)
- Week End - Una donna e un uomo da sabato a domenica (Week End), regia di Jean-Luc Godard (1967)
- Baci rubati (Baisers volés), regia di François Truffaut (1968)
- The Twenty-Years-Old, episodio di Dialóg 20-40-60, regia di Jerzy Skolimowski (1968)
- La Concentration, regia di Philippe Garrel (1968)
- Paul, regia di Diourka Medveczky (1969)
- La gaia scienza (Le Gai Savoir), regia di Jean-Luc Godard (1969)
- Porcile, regia di Pier Paolo Pasolini (1969)
- Os Herdeiros, regia di Carlos Diegues (1970)
- Non drammatizziamo... è solo questione di corna (Domicile conjugal), regia di François Truffaut (1970)
- Il leone a sette teste (Der Leone Have Sept Cabeças), regia di Glauber Rocha (1970)
- Une aventure de Billy le Kid, regia di Luc Moullet (1971)
- Out 1, regia di Jacques Rivette (1971)
- Le due inglesi (Les Deux Anglaises et le Continent), regia di François Truffaut (1971)
- Ultimo tango a Parigi, regia di Bernardo Bertolucci (1972)
- Effetto notte (La Nuit américaine), regia di François Truffaut (1973)
- La Maman et la Putain, regia di Jean Eustache (1973)
- Umarmungen und andere Sachen, regia di Jochen Richter (1975)
- Les Lolos de Lola, regia di Bernard Dubois (1976)
- L'amore fugge (L'Amour en fuite), regia di François Truffaut (1979)
- Nervi a pezzi (Parano), regia di Bernard Dubois (1980)
- Aiutami a sognare, regia di Pupi Avati (1981)
- La Cassure, regia di Ramón Muñoz (1981)
- Rebelote, regia di Jacques Richard (1984)
- Rue Fontaine, episodio di Paris vu par... vingt ans après, regia di Philippe Garrel (1984)
- Detective (Détective), regia di Jean-Luc Godard (1985)
- Csak egy mozi, regia di Pál Sándor (1985)
- L'isola del tesoro (L'Île au trésor), regia di Raúl Ruiz (1985)
- Corps et Biens, regia di Benoît Jacquot (1986)
- Boran - Zeit zum Zielen, regia di Daniel Zuta (1987)
- Les Keufs, regia di Josiane Balasko (1987)
- Ossegg oder Die Wahrheit über Hänsel und Gretel, regia di Thees Klahn (1987)
- Jane B. par Agnès V., regia di Agnès Varda (1988)
- Vergine taglia 36 (36 fillette), regia di Catherine Breillat (1988)
- La Couleur du vent, regia di Pierre Granier-Deferre (1988)
- Bunker Palace Hôtel, regia di Enki Bilal (1989)
- Ho affittato un killer (I Hired a Contract Killer), regia di Aki Kaurismäki (1990)
- Contro il destino (Paris s'éveille), regia di Olivier Assayas (1991)
- C'est la vie, regia di Daniel Cohn-Bendit e Peter Franz Steinbach (1991)
- Vita da bohème (La Vie de bohème), regia di Aki Kaurismäki (1992)
- La nascita dell'amore (La Naissance de l'amour), regia di Philippe Garrel (1993)
- Personne ne m'aime, regia di Marion Vernoux (1994)
- Cento e una notte (Les Cent et Une Nuits de Simon Cinéma), regia di Agnès Varda (1995)
- Mon homme, regia di Bertrand Blier (1996)
- Le Journal du séducteur, regia di Danièle Dubroux (1996)
- Irma Vep, regia di Olivier Assayas (1996)
- Per scherzo (Pour rire!), regia di Lucas Belvaux (1997)
- Innocent, regia di Costa Natsis (1999)
- Un affare di gusto (Une affaire de goût), regia di Bernard Rapp (2000)
- L'Affaire Marcorelle, regia di Serge Le Péron (2000)
- Che ora è laggiù? (Nǐ nà biān jǐ diǎn), regia di Tsai Ming-liang (2001)
- Le Pornographe, regia di Bertrand Bonello (2001)
- La Guerre à Paris, regia di Yolande Zauberman (2002)
- The Dreamers - I sognatori (The Dreamers), regia di Bernardo Bertolucci (2003)
- Folle Embellie, regia di Dominique Cabrera (2004)
- J'ai vu tuer Ben Barka, regia di Serge Le Péron (2005)
- Visage, regia di Tsai Ming-liang (2009)
- Fred Vargas: Crime Collection (Fred Vargas Collection) - serie TV, un episodio (2009)
- Miracolo a Le Havre (Le Havre), regia di Aki Kaurismäki (2011)
- Camille redouble, regia di Noémie Lvovsky (2012)
- La Mort de Louis XIV, regia di Albert Serra (2016)
- M, regia di Sara Forestier (2017)
- Le lion est mort ce soir, regia di Nobuhiro Suwa (2017)
- Alien Crystal Palace, regia di Arielle Dombasle (2018)
- C'è tempo, regia di Walter Veltroni (2019) - cameo

## Riconoscimenti
- Premio BAFTA
  - 1961 – Candidatura al miglior attore esordiente per I 400 colpi
- Festival di Berlino
  - 1966 – Orso d'argento per il miglior attore per Il maschio e la femmina
- Festival di Cannes
  - 2001 – Premio FIPRESCI (Settimana della critica) per Le Pornographe
  - 2016 – Palma d'oro onoraria
- Premio César
  - 1988 – Candidatura al migliore attore non protagonista per Les Keufs
  - 2000 – Premio César onorario
- Premio Lumière
  - 2017 – Miglior attore per La Mort de Louis XIV

## Doppiatori italiani
Nelle versioni in lingua italiana dei suoi film, Jean-Pierre Léaud è stato doppiato da:
- Massimo Turci in L'amore a vent'anni, Ultimo tango a Parigi, Effetto notte
- Giancarlo Nicotra ne I 400 colpi
- Oreste Lionello in Week End - Una donna e un uomo da sabato a domenica
- Pino Colizzi in Non drammatizziamo... è solo questione di corna
- Roberto Del Giudice in Aiutami a sognare
- Rodolfo Bianchi in Le Pornographe
- Stefano Benassi in The Dreamers - I sognatori